# Sandra Naranjo
Sandra Naranjo Bautista (Ambato, Ecuador, 1985) es una economista y política ecuatoriana.

## Estudios
Sandra Naranjo estudió en la Universidad San Francisco de Quito, y tiene un diplomado en la FLACSO acerca de Gestión y Evaluación de Proyectos, y un Magíster en Administración Pública y Desarrollo Internacional de la Kennedy School of Government de la Universidad de Harvard.

## Vida política
Sandra Naranjo fue titular del Ministerio de Turismo de Ecuador desde junio de 2014 hasta octubre de 2015. A continuación, se desempeñó en el cargo de secretaria nacional de Planificación y Desarrollo. El 4 de enero de 2017 fue designada de manera temporal vicepresidenta del Ecuador mediante decreto ejecutivo 1291 del presidente Rafael Correa, mientras dure la licencia sin goce de sueldo concedida a Jorge Glas hasta el 20 de febrero, y del 13 de marzo hasta el 30 de marzo, quien se presentó a la reelección en las Elecciones presidenciales de Ecuador de 2017.